# Tracheliostoza
Tracheliostoza – choroba pasożytnicza ryb wywoływana przez widłonogi z rodzaju Tracheliastes. Najczęściej spotykanym pasożytem jest Tracheliastes maculatus, rzadziej występują Tracheliastes polycolpus. Pasożyty usadawiają się na łuskach ryb, przyczepiając się do nich za pomocą ramion. W miejscu przyczepu tworzy się ognisko zapalne. Mogą się również pojawiać ubytki łuski. Przy masowym opadnięciu ryby przez pasożyty rozwija się ogólne zapalenie skóry. Objawem tego jest przekrwienie głównie w kątach międzyłuskowych. Ten stan zapalny skóry może przejść w postać przewlekłą. Chore ryby tracą na wadze i w związku z tym ich wartość handlowa spada.